# Rudy Mbemba
Rudy Semakala Mbemba (Spånga, 29 agosto 1987) è un ex cestista svedese.

## Palmarès
- Campionato svedese: 1

Solna Vikings: 2007-08